# 룩 (기업)
룩(Look)은 프랑스의 자전거 부품, 스포츠 용품 제조 업체이다.

## 역사
네베르스, 프랑스에서 1951년 설립된 '룩'은, 원래 스키 장비 업체였다. Rossignol과 Dynastar 등의 브랜드로 스키 장비를 생산했다. Rossignol 사와의 협력 관계는, Marker 브랜드와 함께 '룩'사를 업계를 선두하는 스키 바인딩 생산 업체로 이르게 하였다.

## 클릿페달
1980년대에 룩은 스키 바인딩에 기반을 두어 제작한 사이클링 용클릿페달을 개발하게 된다. 스프링이 달린 여닫이로 하여금, 페달에 신발을 고정시킬 수 있도록 하였으며, 탈착 시에는 발목을 돌려 빼어내는 방식이었다. 이 제품들은 pédales automatiques (자동화 페달) 이라고 프랑스에서 불렸다. 1984년부터 판매가 개시되었으며, 1985년도엔 Bernard Hinault가 뚜르 드 프랑스 자전거 대회를 우승할 때 룩의 페달을 사용하였다. 2000년대에 들어서 룩의 클릿 페달은 경주용 자전거에 비로소 대중화되기 시작하였다.

## 대표적 우승 사례
1986년, Greg LeMond의 뚜르 드 프랑스 우승 당시 그가 타던 프레임은 룩 사에서 출시한 'KG 86' 모델이었다. 해당 모델은 전량 수제작으로 제작 되었으며 케블라와 탄소섬유 재질을 사용하여 강성을 확보하였다. 90년대 초반, 룩은 'KG 196'으로 명명된 신 모델을 개발하게 된다. 이는 룩의 최초의 싱글 피스 모노코크 카본 프레임 이었다. 사용된 재질은 카본,케블라,세라믹 그리고 알루미늄 이었다. KG186/KG196 모델은 당시 업계를 선두한 신 기술이 접목된 프레임 이었다. 예를 들어 공기 역학적 설계의 에어로 프레임, 일체형 포크와 스티어러, 높이 조절이 가능한 스템과 핸들 등이 있다. 이 프레임은 90년대까지 수많은 국가대표 사이클링 팀들이 사용했으며 적용되었던 수많은 혁신들은 수십년이 지난 현재에도 타 회사들이 모방하고 있다.

## 제품 리스트

### 프레임

#### 트랙 경주용 프레임

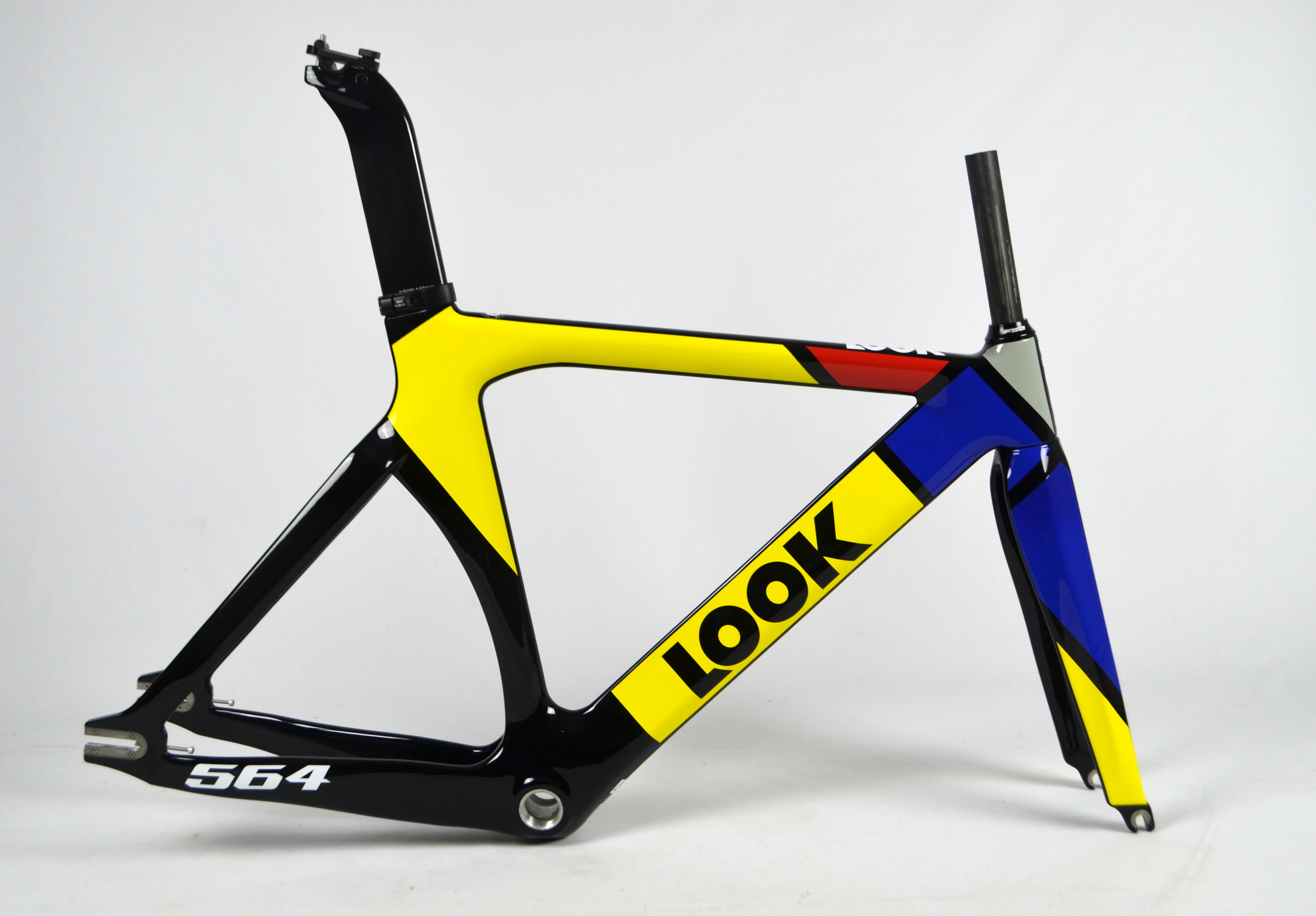

- Look KG196 track
- Look 364
- Look 396
- Look 464P
- Look 496
- Look 564(블랙,몬드리안)

- Look 596 track
- Look L96 track
- Look R96 track
- Look 875

#### 로드 프레임
| - Look KG66 - Look KG76 - Look KG86 - Look KG89 - Look KG96 - Look KG111 - Look KG171 - Look KG176 - Look KG181 - Look KG196 - Look KG227 - Look KG231 - Look KG233 - Look KG241 - Look KG261 - Look KG281 - Look KG292 - Look KG361 - Look KG381i - Look KG386 - Look KG451 - Look KG461 - Look KG481SL - Look KG486 Team - Look KX - Look KX Light - Look 555 | - Look 565 - Look 566 - Look 585 - Look 586 - Look 595 - Look 675 - Look 695 - Look 765 - Look 795 - Look 희금 |  |

#### 트라이애슬론 프레임
- Look 596
- Look 576
- Look 796

#### 산악용 프레임
- Look 920
- Look 986

### 페달 라인업

#### 룩 쿼츠 (MTB 페달)
- Quartz Cover
- Quartz Cover
- Quartz Carbon
- Quartz Carbon Ti

#### 룩 케오 (로드, 트라이애슬론, 트랙, 도심용)
- Keo
- Keo Sprint
- Keo Power
- Keo Blade
- Keo Blade Aero
- Keo 2 Max
- Keo Classic
- Keo Easy